# Métairies-Saint-Quirin
Métairies-Saint-Quirin est une commune française située dans le département de la Moselle en région Grand Est.
Cette commune se trouve dans la région historique de Lorraine et fait partie du pays de Sarrebourg.

## Géographie

### Communes limitrophes
| Laneuveville-lès-Lorquin | Lorquin                | Nitting      |
| Niderhoff                | Métairies-saint-Quirin | Vasperviller |
| Lafrimbolle              | Turquestein-Blancrupt  | Saint-Quirin |

### Écarts et lieux-dits
- Heille, Cubolot, Haute-Gueisse, Rond-Pré, Halmoze, Créon.

### Hydrographie
La commune est située dans le bassin versant du Rhin au sein du bassin Rhin-Meuse. Elle est drainée par la Sarre Rouge, le ruisseau de Saint-Quirin et le canal d'alimentation du le canal de la Marne au Rhin.
La Sarre rouge, d'une longueur totale de 26,8 km, prend sa source dans la commune de Saint-Quirin et se jette  dans la Sarre en limite de Hermelange et de Lorquin, après avoir traversé sept communes.
Le ruisseau de Saint-Quirin, d'une longueur totale de 12,1 km, prend sa source dans la commune de Saint-Quirin et se jette  dans la Sarre rouge à Vasperviller, après avoir traversé trois communes.

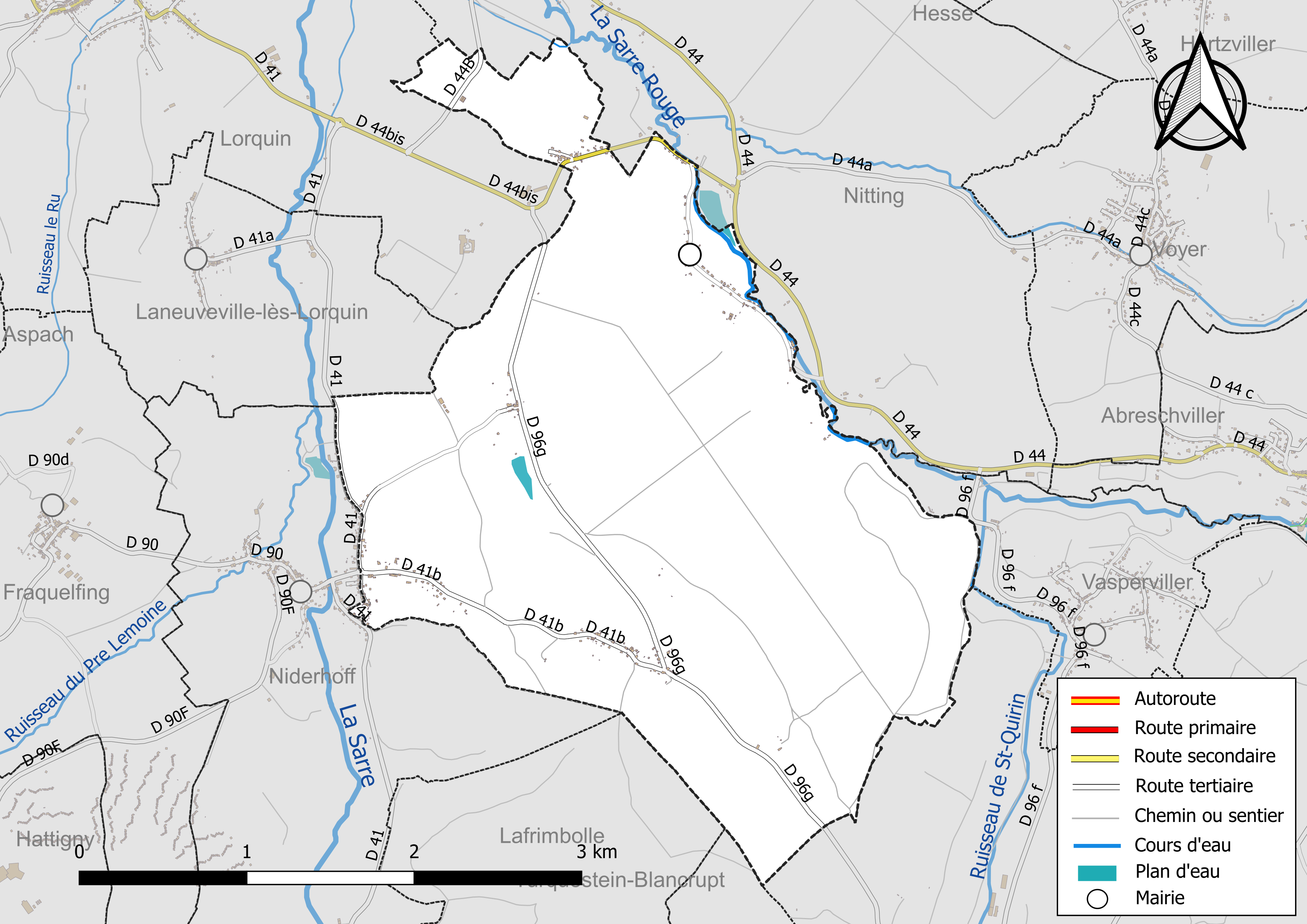
Réseaux hydrographique et routier de Métairies-Saint-Quirin.

La qualité des eaux des principaux cours d’eau de la commune, notamment de la Sarre Rouge et du ruisseau de Saint-Quirin, peut être consultée sur un site spécial géré par les agences de l’eau et l’Agence française pour la biodiversité.

### Climat
Pour des articles plus généraux, voir Climat du Grand Est et Climat de la Moselle.
En 2010, le climat de la commune est de type climat des marges montargnardes, selon une étude du Centre national de la recherche scientifique s'appuyant sur une série de données couvrant la période 1971-2000. En 2020, Météo-France publie une typologie des climats de la France métropolitaine dans laquelle la commune est exposée à un climat semi-continental et est dans la région climatique  Vosges, caractérisée par une pluviométrie très élevée (1 500 à 2 000 mm/an) en toutes saisons et un hiver rude (moins de 1 °C). 
Pour la période 1971-2000, la température annuelle moyenne est de 9,8 °C, avec une amplitude thermique annuelle de 17,1 °C. Le cumul annuel moyen de précipitations est de 979 mm, avec 12,4 jours de précipitations en janvier et 10,1 jours en juillet. Pour la période 1991-2020, la température moyenne annuelle observée sur la station météorologique de Météo-France la plus proche, « Nitting_sapc », sur la commune de Nitting à 2 km à vol d'oiseau, est de 10,4 °C et le cumul annuel moyen de précipitations est de 993,7 mm. 
La température maximale relevée sur cette station est de 37,9 °C, atteinte le 25 juillet 2019 ; la température minimale est de −19,4 °C, atteinte le 26 décembre 2010,,. 
Les paramètres climatiques de la commune ont été estimés pour le milieu du siècle (2041-2070) selon différents scénarios d'émission de gaz à effet de serre à partir des nouvelles projections climatiques de référence DRIAS-2020. Ils sont consultables sur un site dédié publié par Météo-France en novembre 2022.

## Urbanisme

### Typologie
Au 1er janvier 2024, Métairies-Saint-Quirin est catégorisée commune rurale à habitat dispersé, selon la nouvelle grille communale de densité à sept niveaux définie par l'Insee en 2022.
Elle est située hors unité urbaine. Par ailleurs la commune fait partie de l'aire d'attraction de Sarrebourg, dont elle est une commune de la couronne,. Cette aire, qui regroupe 87 communes, est catégorisée dans les aires de 50 000 à moins de 200 000 habitants,.

### Occupation des sols
L'occupation des sols de la commune, telle qu'elle ressort de la base de données européenne d’occupation biophysique des sols Corine Land Cover (CLC), est marquée par l'importance des forêts et milieux semi-naturels (60,9 % en 2018), en diminution par rapport à 1990 (62,6 %). La répartition détaillée en 2018 est la suivante : 
forêts (57,7 %), prairies (29 %), zones agricoles hétérogènes (8,5 %), milieux à végétation arbustive et/ou herbacée (3,2 %), zones urbanisées (1,6 %). L'évolution de l’occupation des sols de la commune et de ses infrastructures peut être observée sur les différentes représentations cartographiques du territoire : la carte de Cassini (XVIIIe siècle), la carte d'état-major (1820-1866) et les cartes ou photos aériennes de l'IGN pour la période actuelle (1950 à aujourd'hui).

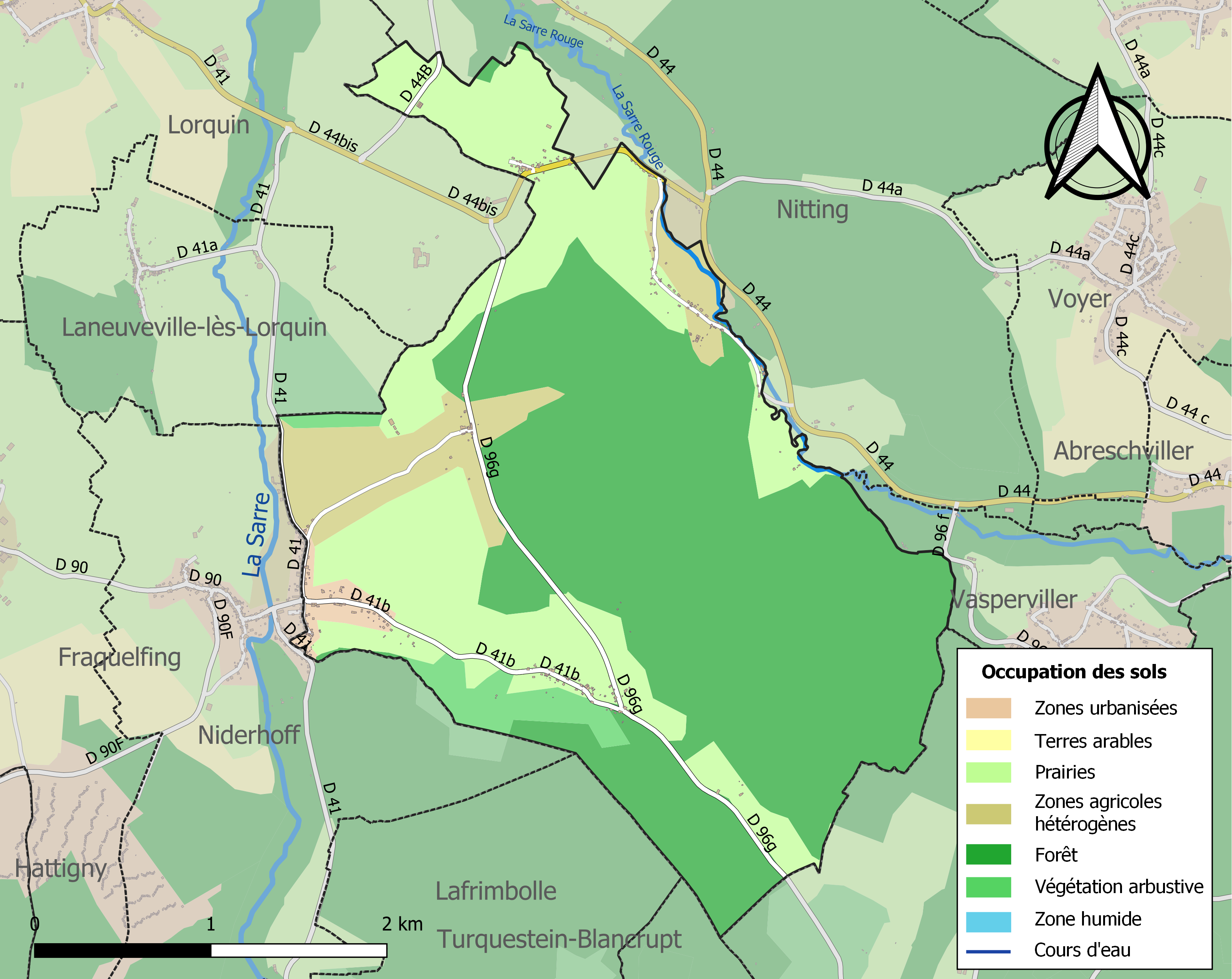
Carte des infrastructures et de l'occupation des sols de la commune en 2018 (CLC).

## Toponymie
- Metairies Saint Quirin (1793), Quirinsweiler (1915–1918 et 1940–1944).
- Heille : Hellerlach (1660).
- Cubolot : Kubelott (1915-1918).
- Rond-Pré[15] : Ronningesdorf (1142), Roningesdorf (1132/1146), Ronistorf (1137), Roencurth (1202), Ronesdorf (1278), Ronesdorf (1304), Ronestorf (1335), Ronssdorff (1454), Rennerßtroff (1591).

## Histoire
- Origine gallo-romaine.
- la région a appartenu  au comté de Dabo, avant de devenir en 966 la propriété du prieuré de Saint-Quirin.
- C'est une commune jeune, née en 1790 sous la Convention, à la suite du démembrement partiel de la juridiction du prieuré de Saint-Quirin. C’est aussi une commune éparpillée puisqu’elle est assise, à sa formation, sur 11 métairies que l’on appelait censes ou fermes : Viller ou Courtegain, L’hor, Heille ou Helde, Halmoze, La Petite Maladrerie, Rond-Pré, Fontaine aux Chênes, le Jardinot qui deviendra Haute-Gueisse à la Révolution, Cubolot, Craon puis Créon, Jean Limon.

À travers les guerres et surtout en 1635 lors de la guerre de Trente Ans, les constructions de 4 hameaux disparaîtront : Courtegain, la petite Maladrerie, Fontaine aux Chênes et Créon.
- Depuis 1922 la mairie est installée à Cubolot.

## Héraldique
| Blason de Métairies-Saint-Quirin | Blason  | De sinople à neuf besants d'or posés 3 - 3 - 2 - 1. |
| Blason de Métairies-Saint-Quirin | Détails | Le statut officiel du blason reste à déterminer.    |

## Politique et administration
| Période                                  | Période   | Identité         | Étiquette | Qualité |
| ---------------------------------------- | --------- | ---------------- | --------- | ------- |
| mars 1983                                | mars 1995 | René Roos        |           |         |
| mars 1995                                | En cours  | Marie-Rose Appel |           |         |
| Les données manquantes sont à compléter. |           |                  |           |         |

## Démographie
L'évolution du nombre d'habitants est connue à travers les recensements de la population effectués dans la commune depuis 1793. Pour les communes de moins de 10 000 habitants, une enquête de recensement portant sur toute la population est réalisée tous les cinq ans, les populations de référence des années intermédiaires étant quant à elles estimées par interpolation ou extrapolation. Pour la commune, le premier recensement exhaustif entrant dans le cadre du nouveau dispositif a été réalisé en 2005.

En 2022, la commune comptait 274 habitants, en évolution de +1,48 % par rapport à 2016 (Moselle : +0,52 %, France hors Mayotte : +2,11 %).
| 1793 | 1800 | 1806 | 1821 | 1831 | 1836 | 1841 | 1846 | 1851 |
| ---- | ---- | ---- | ---- | ---- | ---- | ---- | ---- | ---- |
| 207  | 241  | 243  | 217  | 294  | 337  | 410  | 387  | 404  |

| 1856 | 1861 | 1871 | 1875 | 1880 | 1885 | 1890 | 1895 | 1900 |
| ---- | ---- | ---- | ---- | ---- | ---- | ---- | ---- | ---- |
| 356  | 380  | 349  | 339  | 307  | 291  | 266  | 256  | 249  |

| 1905 | 1910 | 1921 | 1926 | 1931 | 1936 | 1946 | 1954 | 1962 |
| ---- | ---- | ---- | ---- | ---- | ---- | ---- | ---- | ---- |
| 277  | 250  | 242  | 241  | 228  | 227  | 245  | 244  | 269  |

| 1968 | 1975 | 1982 | 1990 | 1999 | 2005 | 2006 | 2010 | 2015 |
| ---- | ---- | ---- | ---- | ---- | ---- | ---- | ---- | ---- |
| 247  | 208  | 233  | 251  | 259  | 291  | 299  | 303  | 273  |

| 2020 | 2022 | - | - | - | - | - | - | - |
| ---- | ---- | - | - | - | - | - | - | - |
| 276  | 274  | - | - | - | - | - | - | - |

## Lieux et monuments

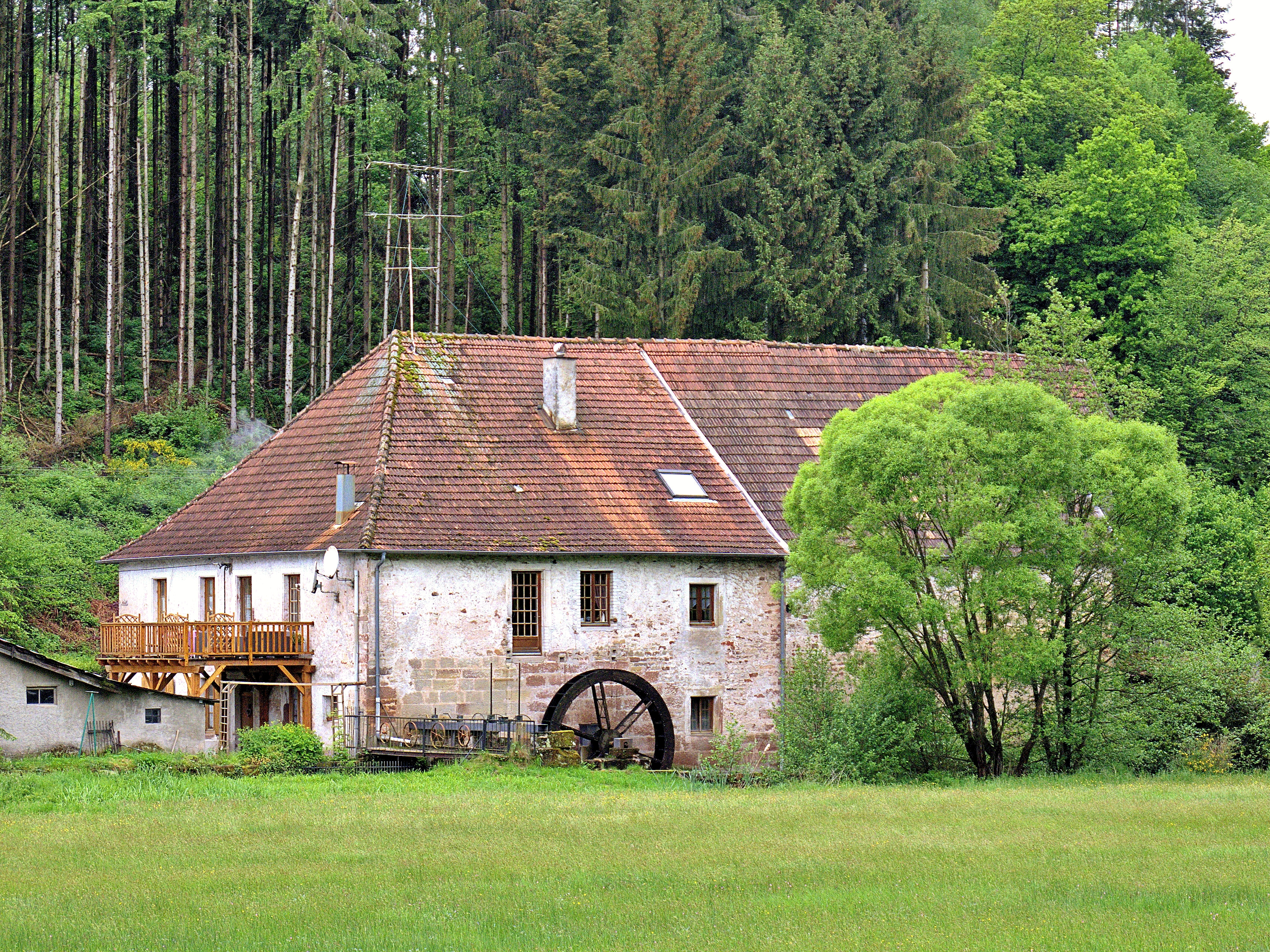
Le moulin de Cubolot.

- Moulin de Cubolot sur la Sarre rouge avec sa roue à aubes en dessous[20].
- Traces d'une voie romaine.
- Important élément d'une stèle au lieu-dit Neuve-Grange.
- Chapelle Notre-Dame-de-Lhor, attestée en 1450, brûlée en 1724 ; reconstruite par le prieur Herb de Saint-Quirin, avec ermitage, en 1732 : autel et pietà XVIIIe siècle, vitraux XVIIIe siècle, calvaire XVIIIe siècle.
- Calvaire avec inscriptions latine, française et allemande.